# Dorfkirche Bellingen

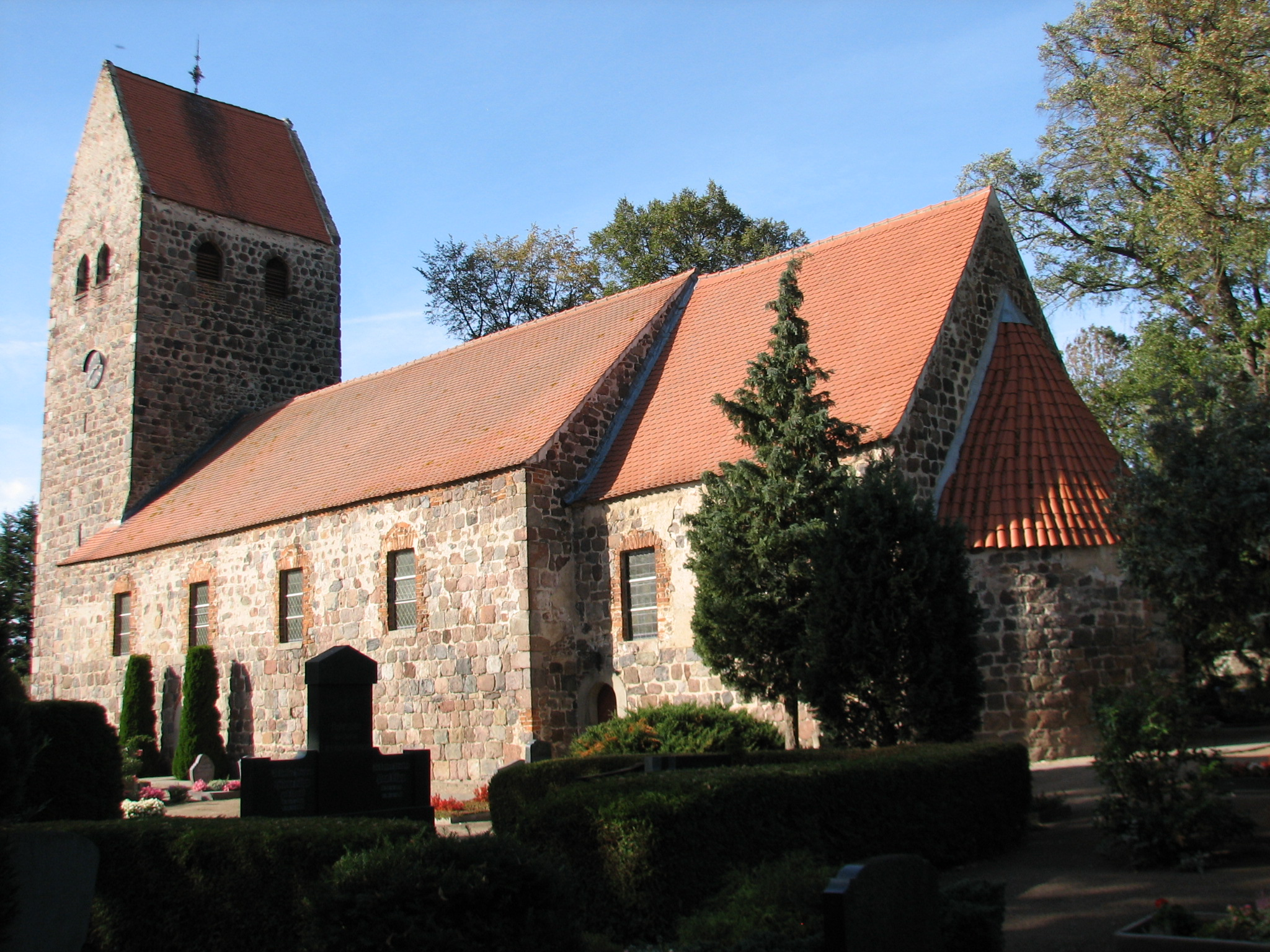
Dorfkirche Bellingen

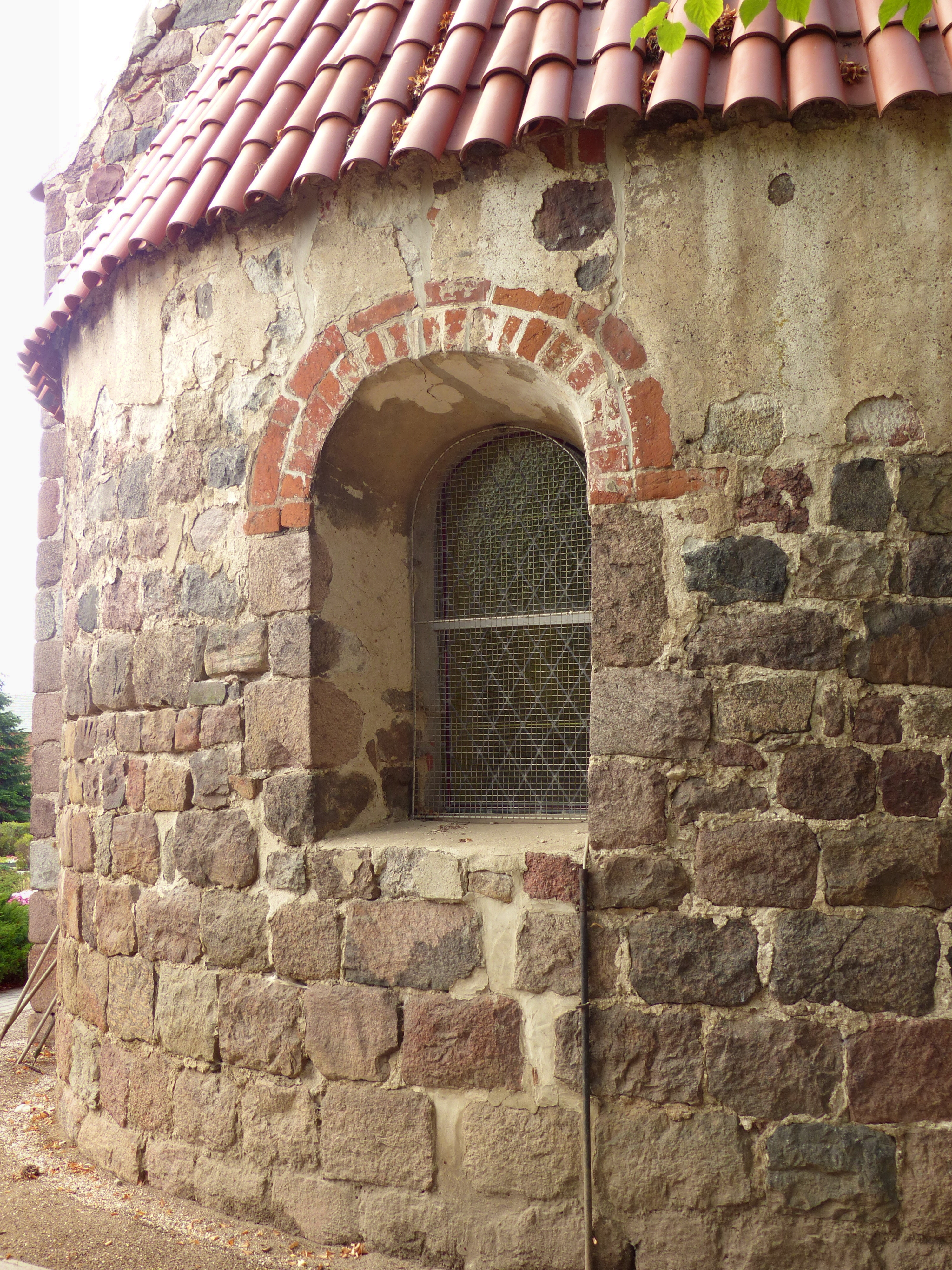
Apsis

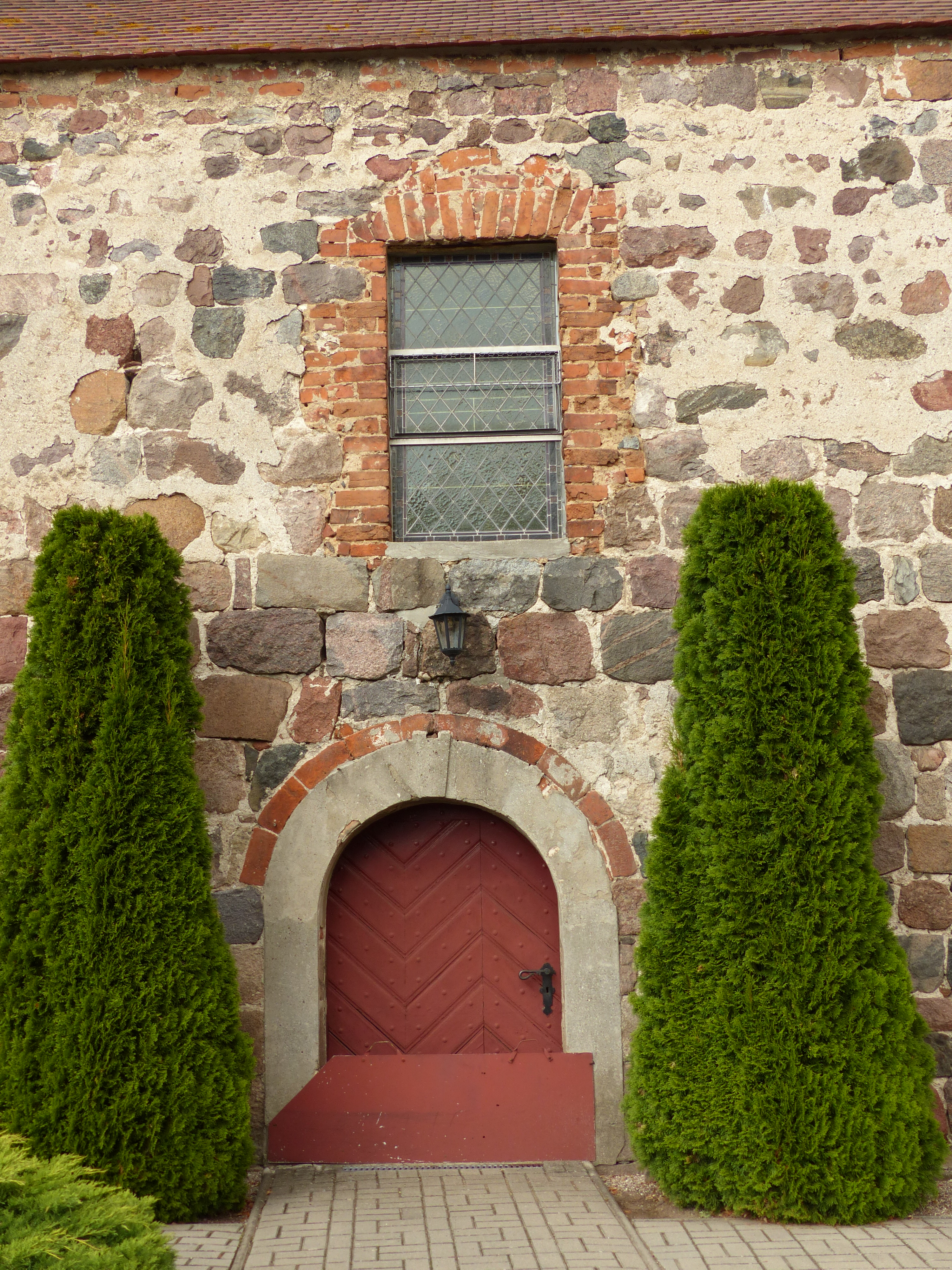
Westliches Südportal

Die evangelische Dorfkirche Bellingen ist eine romanische Saalkirche im Ortsteil Bellingen von Tangerhütte im Landkreis Stendal in Sachsen-Anhalt. Sie gehört zum Pfarrbereich Lüderitz im Kirchenkreis Stendal der Evangelischen Kirche in Mitteldeutschland.

## Geschichte und Architektur
Die vermutlich früher Maria geweihte Kirche ist eine stattliche Saalkirche aus Feldstein in vollständiger Anlage mit Schiff, Chor, Apsis und einem schmaleren Westquerturm. Im Glockengeschoss sind paarig leicht spitzbogige Schallöffnungen angeordnet. Das hohe Erdgeschoss des Turms ist mit einem Quertonnengewölbe geschlossen. In Schiff, Chor und Turm sind noch die ursprünglichen Portale vorhanden, deren Bögen aus leicht gekrümmten Backsteinen geformt sind; an der inneren Turmwand führt zum Schiff ein weiteres Rundbogenportal, das durch einen neuen Türsturz teilweise vermauert ist. Die Fenster wurden bis auf dasjenige der Apsis in der ersten Hälfte des 18. Jahrhunderts vergrößert und sind außen rechteckig und nach innen korbbogig geformt. Das Dach des Schiffs wurde nachträglich, möglicherweise 1722, flacher gelegt, so dass die Firsthöhen von Chor und Schiff etwa gleich sind. Die letzte Instandsetzung erfolgte im Jahr 1992.
Im Inneren ist das Bauwerk flachgedeckt. Ein Chorbogen mit abgeschrägten Kämpfergesimsen gliedert den Raum.

## Ausstattung
Die Ausstattung stammt aus der ersten Hälfte des 18. Jahrhunderts. Dazu gehört eine reich geschnitzte, inschriftlich auf 1731 datierte Altarwand mit seitlichen Durchgängen und einer anschließenden Herrschaftsloge, die mit den von Putten gehaltenen Wappen derer von Bartensleben und einem weiteren Wappen versehen ist. Der reiche Rokokodekor ist mit der ursprünglichen Fassung in Weiß, Gelb und Hellblau gehalten. Im architektonisch gegliederten, hohen Retabel sind drei Ölgemälde mit Darstellungen von Abendmahl, Kreuzigung und Auferstehung Jesu angeordnet. Die polygonale, auf das Jahr 1722 datierte Kanzel ist mit reichem vegetabilen Schnitzwerk in den Füllungen und am Schalldeckel versehen; wesentlich schlichter sind das Gestühl und die Westempore ausgeführt. Die achteckige Taufe aus Sandstein stammt aus der zweiten Hälfte des 16. Jahrhunderts, ein romanisierender Orgelprospekt wurde um 1900 geschaffen.
Vier Relieftafeln vermutlich niedersächsischen Ursprungs wurden um 1480/1490 gearbeitet und zeigen die Verkündigung, Beschneidung, Anbetung und Taufe Christi. Im Fußboden vor dem Altar sind zwei Grabplatten († 1605 und † 1619) eingelassen, die eine mit dem Brustrelief des Verstorbenen, an der nördlichen Laibung des Triumphbogens ist eine Grabplatte für Anna Augusta Friderica Winnig († 1748) zu finden.
Zwei Bronzeglocken von Diederich Döring aus dem Jahr 1415 und von Hans Koch aus dem Jahr 1709 ergänzen die Ausstattung. Die Friedhofsmauer besteht aus Feldstein, ein rundbogiger Torbogen mit Fußgängerpforte vom Anfang des 16. Jahrhunderts erschließt den Kirchhof.